# زكوطة
زڭوطة هي قرية في إقليم سيدي قاسم ضمن جهة الغرب شراردة بني حسين بالغرب المغربي. كان مجموع عدد سكان جماعة زڭوطة 9.526 نسمة.(تعداد السكان الرسمي 2004)